# Yasjön (Femsjö socken, Småland)
Yasjön är en sjö i Hylte kommun i Småland och ingår i Nissans huvudavrinningsområde. Sjön har en area på 2,52 kvadratkilometer och ligger 145 meter över havet. Sjön avvattnas av vattendraget Yabergsån. Vid provfiske har bland annat abborre, braxen, gers och gädda fångats i sjön.

## Delavrinningsområde
Yasjön ingår i det delavrinningsområde (631589-135407) som SMHI kallar för Utloppet av Yasjön. Medelhöjden är 156 meter över havet och ytan är 17,53 kvadratkilometer. Räknas de 2 avrinningsområdena uppströms in blir den ackumulerade arean 61,22 kvadratkilometer. Yabergsån som avvattnar avrinningsområdet har biflödesordning 3, vilket innebär att vattnet flödar genom totalt 3 vattendrag innan det når havet efter 75 kilometer. Avrinningsområdet består mestadels av skog (65 %). Avrinningsområdet har 3,23 kvadratkilometer vattenytor vilket ger det en sjöprocent på 18,4 %.

## Fisk
Vid provfiske har följande fisk fångats i sjön:
- Abborre
- Braxen
- Gärs
- Gädda
- Mört
- Sik
- Sutare